# Mount Washington (Vancouver Island Ranges)
Mount Washington ist mit einer Höhe von 1585 m einer der höchsten Berge auf Vancouver Island im Südwesten Kanadas. Der Berg gehört zur Vancouver Island Ranges. Vom Gipfel aus kann man bei gutem Wetter sowohl die Meeresstraße zwischen Vancouver Island und dem Festland als auch den offenen Pazifik sehen. Das gefährdete Vancouver-Murmeltier kommt am Berg vor.

## Skiresort
Mount Washington heißt auch das am Berg gelegene Skigebiet.
Hier finden sich 5 Lifte, 50 Abfahrten aller Schwierigkeitsgrade sowie 30 km Loipen.

## Lage
Mount Washington befindet sich knapp 120 km Luftlinie nordwestlich von Nanaimo und ca. 25 km westlich von Courtenay.